# Сіра Сова (фільм)
«Сі́ра Сова́» (англ. Grey Owl) — повнометражний художній фільм спільного виробництва Канади і Великої Британії, режисера і продюсера Річарда Аттенборо.

## Виробництво
Фільм засновано на історії життя канадського письменника англійського походження Сіра сова. Сценарій написав Вільям Ніколсон (William Nicholson). Режисером і продюсером виступив Річард Аттенборо.
Зйомки стрічки проходили у Квебеку (Канада) та Гастінгсі (Англія). У зйомках були задіяні чимало людей, в тому числі ціла бригада дресувальників тварин.

## Сюжет
Англієць Арчі Белані всім серцем полюбив індіанські культуру і побут та сувору природу Північної Америки. Саме тому на початку 1900-х він із Британії вирушає до Канади, де прибирає ім'я Арчі Сіра Сова і веде життя звичайного траппера. Він вважає своїм домом дикі хащі, непролазні драговиння і прозорі річки і озера. Тут він був господарем, здатним постояти за себе і прийти на допомогу тим, хто потрапив у біду. Скоро він стає популярним серед місцевих індіанців.

Арчі Сіра Сова — одинак, що сам обрав свій небезпечний і непередбачуваний шлях, доки у 1934 році не зустрічає молоду жінку на ім'я Анахорео (акторка Анні Ґаліпо, Annie Galipeau), яку індіанське плем'я одживбе, звідки родом її мати, називає Поні. Сіра Сова і Поні закохуються, одне в одного. Вона бачить у Арчі зв'язок зі своїм корінням. Завдяки Поні Сіра Сова вирішує порвати з траперством і береться охороняти природу. Він працює провідником і натуралістом, згодом канадський уряд наймає його для порятунку бобрів на озері Аджаван у Національному парку принца Альберта.
Працюючи, Сіра Сова пише свою біографію, яка несподівано стає дуже популярною, привертає до нього увагу не лише в тепер уже рідній Канаді, а й батьківській Англії, куди його запрошують прочитати лекції. Саме там з'ясовується правдиве походження Арчі Сірої Сови (насправді неіндіанськість реального письменника Сіра сова стала відомою лише вже після його смерті).
Сіра Сова і Анахорео беруть шлюб. Індіанська громада визнає їх за своїх.

## Реакція критиків
Реакція критиків не була однозначною. В деяких країнах фільм провалився у прокаті. Навіть прем'єрний реліз було здійснено в зазвичай рідкісній для цього Іспанії 10 вересня 1999 року, а в США фільм вийшов узагалі тільки у лютому 2000 року. Попри це стрічка номінувалася на 5 кінопремій, і одну з них (Genie) виграла.